# Jacques-Francis Rolland
Pour les articles homonymes, voir Rolland.
Compléments
Fils de Louis Francis
Jacques-Francis Rolland, né le 26 juillet 1922 à Saint-Sigismond et mort le 4 juin 2008 à Beauvais, est un écrivain, journaliste et résistant français.

## Biographie
Fils de l'écrivain Louis Francis, il adhère au PCF ; proche du sociologue Edgar Morin, il s'engage avec ce dernier en 1942 dans la Résistance à laquelle il prend une part active à Paris et dans la région de Lyon. Ils sont recrutés ensemble au Mouvement national des prisonniers de guerre et déportés que Jacques-Francis Rolland quitte pour rejoindre le réseau Mithridate où son responsable direct est Roger Vailland.
Après la Libération, il est reporter pour le quotidien Ce soir, et correspondant de guerre auprès des troupes américaines pour ce journal. La guerre terminée, il travaille pour l'hebdomadaire Action.
Reçu à l'agrégation en 1950, il devient professeur d'histoire. Il exerce ensuite les fonctions de directeur littéraire du magazine France Observateur (de 1956 à 1959), tout en poursuivant une activité d'enseignant. En novembre 1956, il est exclu du PCF.
En septembre 1960, il signe le Manifeste des 121, titré « Déclaration sur le droit à l’insoumission dans la guerre d’Algérie ».
Ses ouvrages Le grand Pan est mort (1963), Le Tango chinois (1972) et Le grand capitaine (1976) ont reçu des prix littéraires, de même que  Un dimanche inoubliable près des casernes récompensé en 1984 par le Grand prix du roman de l'Académie française et Boris Savinkov, l'homme qui défia Lénine qui lui valut le Prix des Ambassadeurs en 1990.

## Ouvrages publiés
Romans
- 1952 : La Chute de Barcelone, Gallimard
- 1963 : Le Grand Pan est mort, Gallimard
- 1970 : Le Tango chinois, Gallimard
- 1976 : Le grand capitaine, Grasset
- 1984 : Un dimanche inoubliable près des casernes, Grasset
- 1989 : Boris Savinkov, l'homme qui défia Lénine, Grasset

Essais
- Les Portugais à la conquête de l'Asie, Paris, Club français du livre, coll. « Portraits de l'histoire » (no 4), 1956, 262 p.
- Jadis, si je me souviens bien (préf. Edgar Morin), Félin, 2009

Articles
- Un drôle de jeu, dans Le Magazine littéraire, décembre 1991

## Filmographie
Scénariste
- 1972 : Les Fossés de Vincennes, téléfilm de Pierre Cardinal

Adaptation
- 1974 : Saint-Just et la force des choses, téléfilm de Pierre Cardinal